# Galunič
Galunič je priimek v Sloveniji, ki ga je po podatkih Statističnega urada Republike Slovenije na dan 1. januarja 2010 uporabljalo 25 oseb in je med vsemi priimki po pogostosti uporabe uvrščen na 11.506. mesto.

## Znani nosilci priimka
- Mario Galunič (*1969), TV voditelj in urednik